# Nebenreaktion
Eine Nebenreaktion ist eine chemische Reaktion, die zur selben Zeit wie die eigentliche Hauptreaktion abläuft, aber in geringerem Ausmaß. Sie führt zur Bildung von Nebenprodukt, wodurch die Ausbeute an Hauptprodukt verringert wird:
{\displaystyle \mathrm {A+B\ {\xrightarrow {k_{1}}}\ P_{1}} }
{\displaystyle \mathrm {A+C\ {\xrightarrow {k_{2}}}\ P_{2}} }
Dabei ist P1 das Hauptprodukt, wenn k1 > k2 (Geschwindigkeitskonstanten). Das Nebenprodukt P2 ist zudem in der Regel unerwünscht und muss (meist aufwändig) vom eigentlichen Hauptprodukt abgetrennt werden.

## In der organischen Synthese
In o. g. Gleichung repräsentieren B und C meist unterschiedliche Verbindungen. Es kann sich bei ihnen jedoch auch um unterschiedliche Positionen in einem Molekül handeln; Verbindungen, die an unterschiedlichen Positionen reagieren können, werden ambident oder ambifunktionell genannt.
Eine Nebenreaktion wird auch bezeichnet als:
- Konkurrenzreaktion,[2] wenn verschiedene Verbindungen (B, C) um einen anderen Reaktanten (A) konkurrieren
- Parallelreaktion[3] (vor allem in der Kinetik, s. u.), wenn sie ähnlich häufig abläuft wie die Hauptreaktion.

Thermodynamisches Produkt (orange) und
kinetisches Produkt (grün),
jeweils mit ihren Aktivierungsenergien E_{a}

Es können auch kompliziertere Verhältnisse vorliegen. So könnte Verbindung A reagieren:
- zu Stoff B reversibel, aber schnell (mit Geschwindigkeit k1) oder
- zu Stoff C irreversibel (da C thermodynamisch sehr stabil ist), aber langsam (mit k2 << k−1 < k1):

{\displaystyle \mathrm {B\ \rightleftharpoons \ A\ {\xrightarrow {k_{2}}}C} }
In diesem Fall wäre B das kinetische und C das thermodynamische Produkt der Reaktion (siehe auch hier). Man spricht von:
- kinetischer Kontrolle, wenn die Reaktion bei niedrigen Temperaturen durchgeführt und nach kurzer Zeit abgebrochen wird; in erster Linie bildet sich das kinetische Produkt B.
- thermodynamischer Kontrolle, wenn die Reaktion bei hoher Temperatur und für lange Zeit durchgeführt wird (dann steht die notwendige Aktivierungsenergie für die Reaktion zu C zur Verfügung); über die Zeit wird zunehmend das thermodynamische Produkt C gebildet.

### Bedingungen für Nebenreaktionen
In der organischen Synthese führt eine erhöhte Temperatur meist zu mehr Nebenprodukten. Da diese i. d. R. unerwünscht sind, werden niedrige Temperaturen („milde Bedingungen“) gewählt. Das Verhältnis zwischen konkurrierende Reaktionen kann i. d. R. durch eine Veränderung der Temperatur beeinflusst werden, da deren Aktivierungsenergien meist unterschiedlich sind: Reaktionen mit hoher Aktivierungsenergie werden durch eine Erhöhung der Temperatur stärker beschleunigt als solche mit niedriger Aktivierungsenergie.
Auch die Lage des Gleichgewichts ist temperaturabhängig.
Nachweisreaktionen können durch Nebenreaktionen verfälscht werden.

## Kinetik
Nebenreaktionen werden auch in der Reaktionskinetik beschrieben, einem Teilgebiet der physikalischen Chemie. Nebenreaktionen werden als komplexe Reaktion verstanden, da die Gesamtreaktion (Hauptreaktion + Nebenreaktion) sich aus mehreren (wenigstens zwei) Elementarreaktionen zusammensetzt.
Andere komplexe Reaktionen sind u. a.:
- Konkurrenzreaktionen
- Parallelreaktionen
- Folgereaktionen
- Kettenreaktionen
- reversible Reaktionen.

Wenn eine Reaktion deutlich schneller als die andere abläuft (k1 > k2), so wird diese (k1) als Hauptreaktion bezeichnet und die andere (k2) als Nebenreaktion.
Wenn beide Reaktionen etwa gleich schnell ablaufen (k1 ≅ k2), wird von Parallelreaktionen gesprochen.
Wenn die Reaktionen {\displaystyle \mathrm {A+B\ {\xrightarrow {k_{1}}}\ P_{1}} } und {\displaystyle \mathrm {A+C\ {\xrightarrow {k_{2}}}\ P_{2}} } irreversibel ablaufen (d. h. ohne Rückreaktion), dann entspricht das Verhältnis von P1 und P2 der relativen Reaktivität von B und C gegenüber A:
{\displaystyle \mathrm {{\frac {[P_{1}]}{[P_{2}]}}={\frac {k_{1}[B]}{k_{2}[C]}}} }